# Globidrillia
Globidrillia is een geslacht van weekdieren uit de klasse van de Gastropoda (slakken).

## Soorten
- Globidrillia ferminiana (Dall, 1919)
- Globidrillia hemphillii (Stearns, 1871)
- Globidrillia micans (Hinds, 1843)
- Globidrillia paucistriata (E. A. Smith, 1888)
- Globidrillia smirna (Dall, 1881)
- Globidrillia strohbeeni (Hertlein & Strong, 1951)